# Meister der Virgo inter Virgines

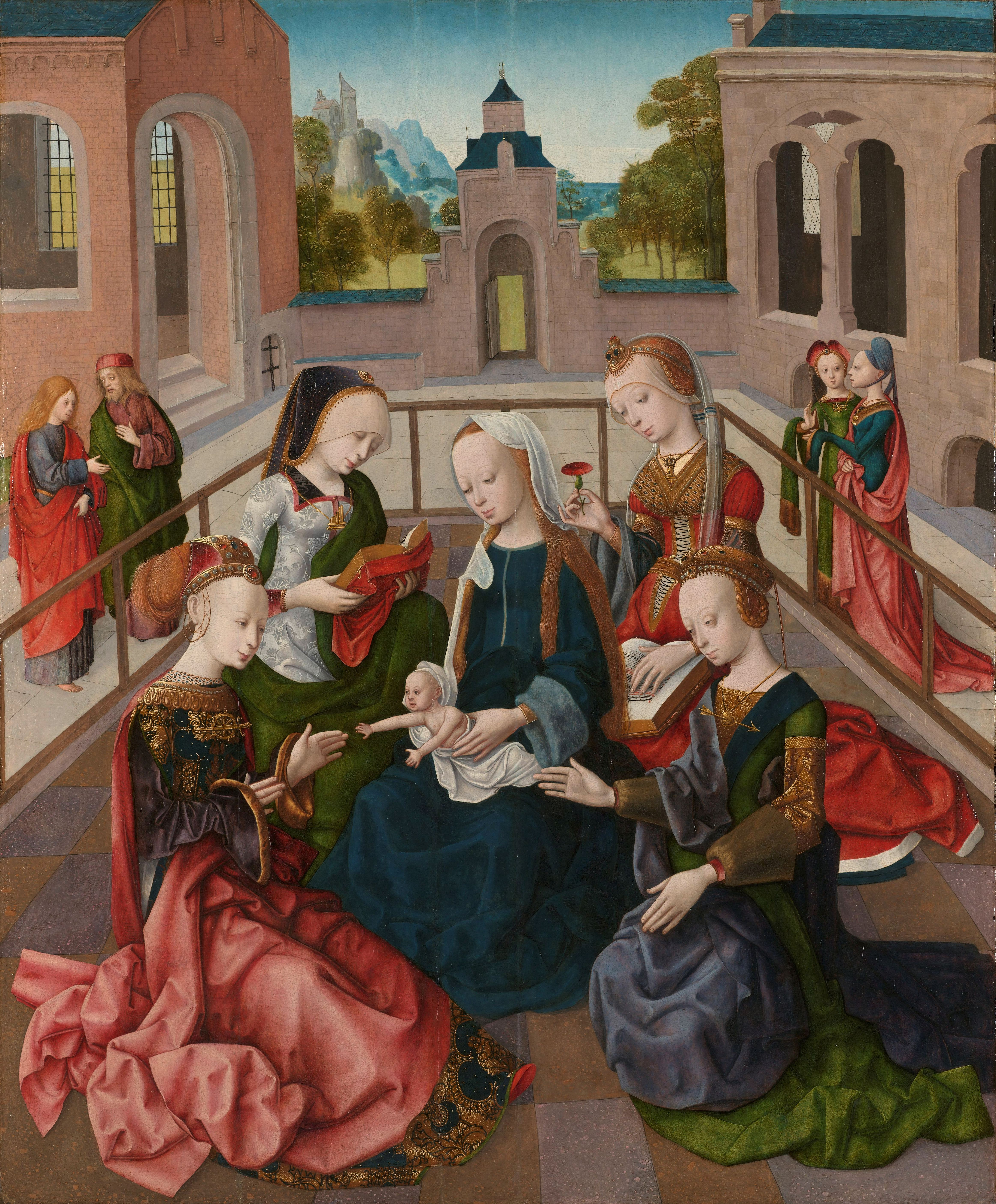
Meister der Virgo inter virgines: Madonna zwischen vier Heiligen Frauen. Um 1480–1495

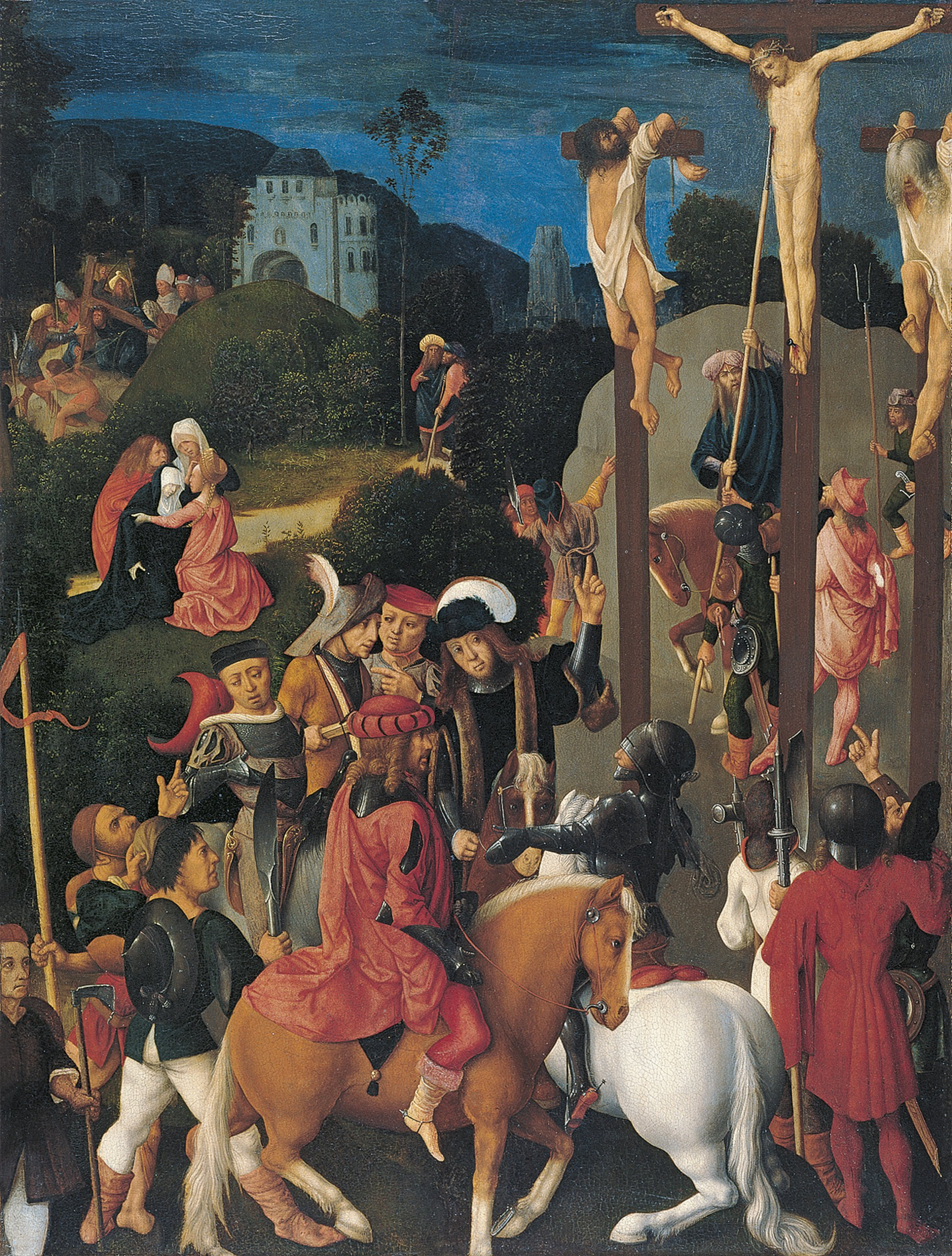
Meister der Virgo inter virgines: Kreuzigung. Ca. 1487

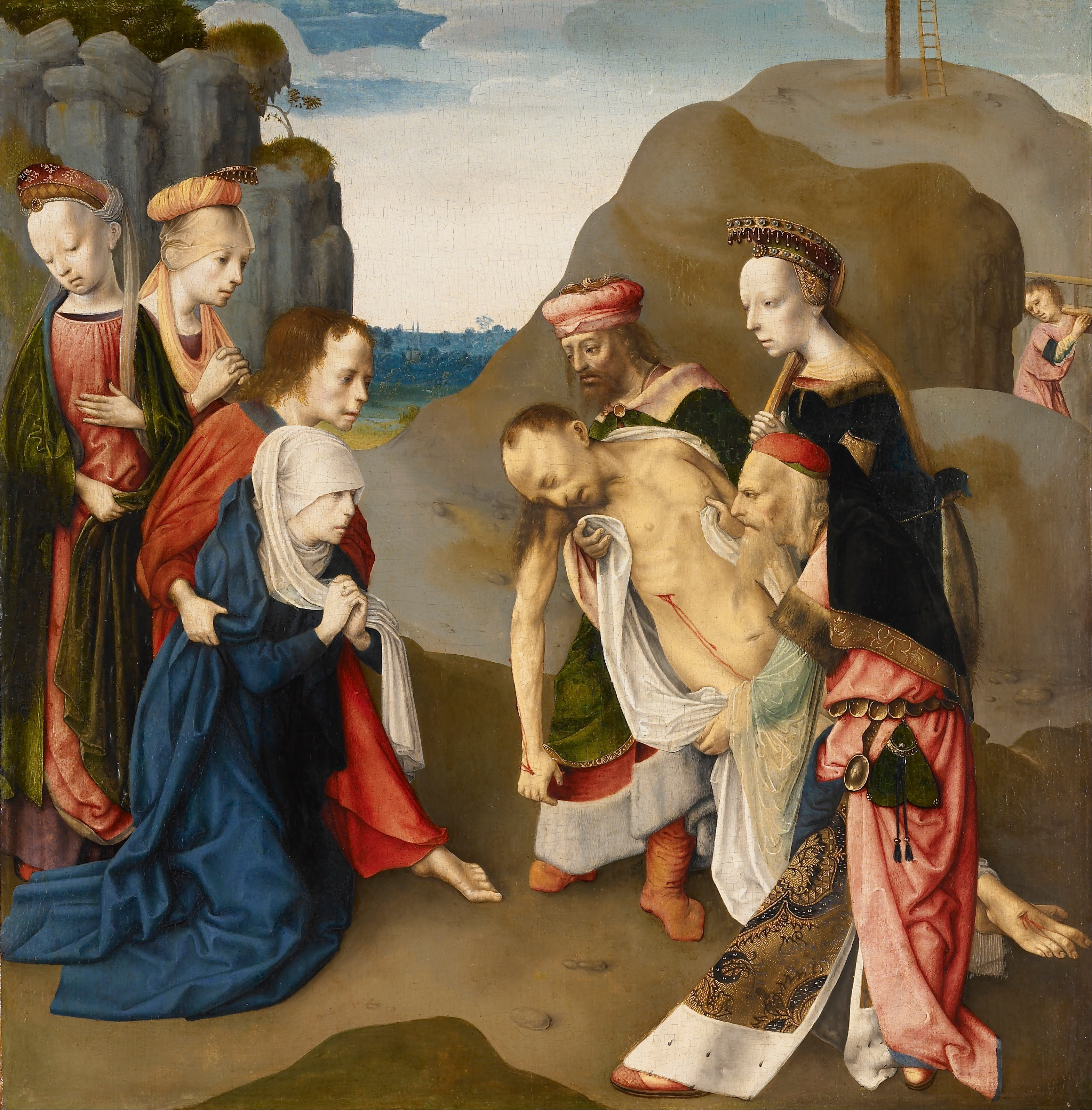
Meister der Virgo inter virgines: Die Beweinung Christi. Um 1480–1495

Mit Meister der Virgo inter virgines wird ein niederländischer Maler der Spätgotik bezeichnet, der Ende des 15. Jahrhunderts vermutlich in Delft und weiterer Umgebung wie Amsterdam oder Zwolle tätig war.

## Leben
Er erhielt diesen Behelfsnamen nach dem von ihm geschaffenen Bild Madonna zwischen vier heiligen Frauen (lat. „Virgo inter virgines“). Über den Maler selbst ist sehr wenig bekannt, jedoch lassen sich ihm durch die typische Ausdruckskraft der von ihm dargestellten Gesichter weitere Bilder zuordnen, die eine für seine Zeit typische „Passionsfrömmigkeit“ zeigen.
Als Hinweis auf seinen Schaffensort Delft sieht man dort entstandene Holzschnitte, deren zeichnerische Entwürfe wahrscheinlich von seiner Hand sind.

## Werke (Auswahl)
- Madonna zwischen vier Heiligen Frauen. Um 1480–1495, Amsterdam, Rijksmuseum

Das Werk ist als Leihgabe heute im Museum Boijmans Van Beuningen in Rotterdam. Weitere Gemälde, die dem Meister der Virgo inter virgines zugeschrieben werden, sind in vielen Museen zu sehen, so z. B.
- Kreuzabnahme. Um 1480–1495, Florenz, Galleria degli Uffizi
- Die Beweinung Christi. Um 1480–1495, Liverpool, Walker Art Gallery[2]
- Kreuzigung. Um 1487. Madrid, Thyssen-Bornemisza Museum[3]
- Ein Flügelaltar um 1480 aus der Salinen-Kapelle Hallein mit Malerei an der Mitteltafel mit Epiphanie und Anbetung der Hirten und an den Flügeln mit Szenen des Marienlebens befindet sich im Salzburg Museum.[4]